# Seldžucká říše
Velká Seldžucká říše (turecky Büyük Selçuklu İmparatorluğu) nebo běžně jen Seldžucká říše, přesněji Velký Seldžucký stát (turecky Büyük Selçuklu Devleti) nebo krátce Seldžucký stát (persky دولت سلجوقیان, Dawlat Seljūqiyān, arabsky الدولة السلجوقية), byla ve středověku turko-perská muslimská monarchie založená kınıkským klanem Oghuzů, jehož příslušníci byli vyznavači sunnitského islámu.
Za dob svého největšího rozmachu kontrolovala říše rozsáhlé území táhnoucí se od Hindúkuše až do východní Anatolie a ze Střední Asie k Perskému zálivu. Postup Seldžuckých Turků do Střední Asie znamenal začátek držení moci v rukou turkických národů v této oblasti, přetrvávající v podstatě až dodnes.

## Historie

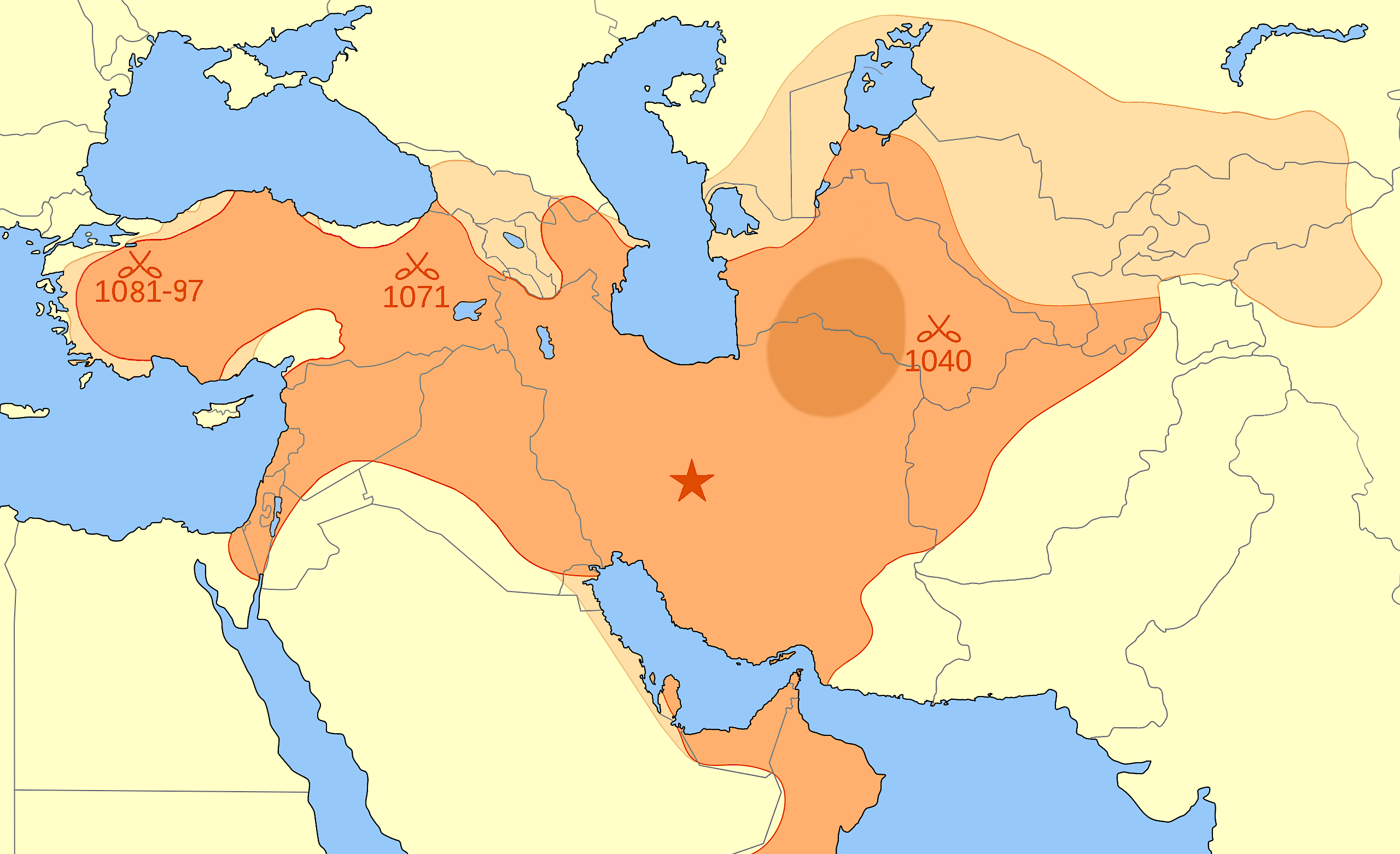
Říše na vrcholu moci roku 1092 po Maliku Šáhovi I.

### Seldžuk Beg
Seldžuk-beg pocházel z jednoho ze středoasijských oguzských kmenů – Kınıků. Jako vojenský velitel su-baši byl v službách Chazarské říše, ač měl pozici velitele Oguzů v Oguzském jabguluku (Oguzské knížectví) V druhé polovině 10. století se neúspěšně zapojil do boje o trůn, záhy pak ztratil pozici a se svojí rodinou a částí armády se stěhoval směrem do Chorásánu v Íránu. Zde získali pastviny a na oplátku poskytli vojenskou sílu pro válečná střetnutí Karachánů a Sámánovců. Po pádu Samánovské říše se Seldžuk se svým klanem usadil v Chorézmu. Po jeho smrti roku 1009 táhl jeho lid ještě dále na jih.

### Vznik Seldžucké říše
Seldžucká říše byla založena Tugrul-begem a jeho bratrem Čagri-begem (synové Michail-bega, plným jménem: Michail bin Saldschūq, vládl v roce 1009–1037, jenž byl Seldžuk-begovým synem) roku 1037 po neúspěšných pokusech jeho předchůdce a zakladatele Seldžucké dynastie, Seldžuk-bega. Seldžukové (persky سلجوقيان, Saljūkiyān, arabsky السلاجقة, al-Salājika) sjednotili pod svoji vládu nejednotný východní islámský svět a hráli klíčovou roli v první a druhé křížové výpravě. Seldžuci se také zasloužili o persianizaci svých území, ač sami turkického původu, čímž dali vzniknout turkicko-perské tradici.

## Seznam panovníků Seldžucké říše
1. Seldžuk-beg
2. Turul-beg (1037–1063), Seldžukův vnuk, zakladatel
3. Alp-Arslan (1063–1072)
4. Malik Šáh I. (1072–1092)
5. Mahmúd I. (1092–1094)
6. Barkijaruk (1094–1105)
7. Malik Šáh II. (1105)
8. Muhammed I. (1105–1118)
9. Ahmed Sandžar (1118–1153)
10. Davud (1131–1132)
11. Tugrul-beg II. (1132–1134)
12. Mesud (1134–1152)
13. Melik-šáh III. (1161–1176)
14. Muhammed II. (1153–1160)
15. Sulejman-šáh II. (1160–1161)
16. Arslan (1161–1176)
17. Tugrul-beg III. (1176–1194)